# Patricia Yurena Rodríguez

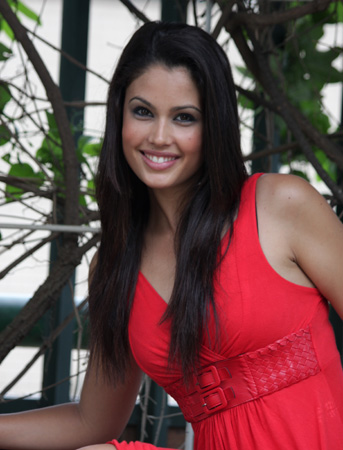
Patricia Yurena Rodríguez, Miss Spanien 2008

Patricia Yurena Rodríguez Alonso (* 6. März 1990 in Granadilla de Abona, Tenerife, Kanarische Inseln) ist eine spanische Schönheitskönigin und Schauspielerin. Im Jahre 2008 wurde sie zur Miss Spanien gewählt.  Sie ist die erste Miss Spanien, die offen in einer gleichgeschlechtlichen Beziehung lebt.
Im Alter von 17 Jahren gewann Yurena Rodríguez Alonso die Wahl zur Miss Spanien am 1. März 2008 in Marina d’Or. Bei der Wahl zur Miss World in Vietnam konnte sie nicht antreten, weil sie am 1. Februar 2008 ihr achtzehntes Lebensjahr  noch nicht erreicht hatte. Bei der in Johannesburg stattfindenden Wahl zur Miss World trat sie an und kam unter die 15 Semifinalistinnen. Am 9. November 2013 trat sie zu Wahl der Miss Universum in Moskau an.

## Filmografie
- 2014: Tal como eres (Kurzfilm)